# Mélissa Le Nevé
Mélissa Le Nevé est une grimpeuse professionnelle française originaire de Cestas en Gironde. Elle est plus particulièrement spécialisée dans l'escalade de bloc. Elle vit et s'entraîne à Aix-en-Provence (CREPS PACA et salles Grimper) et Bordeaux. Elle est licenciée au SAGC Montagne Escalade de Cestas Gazinet.

## Biographie

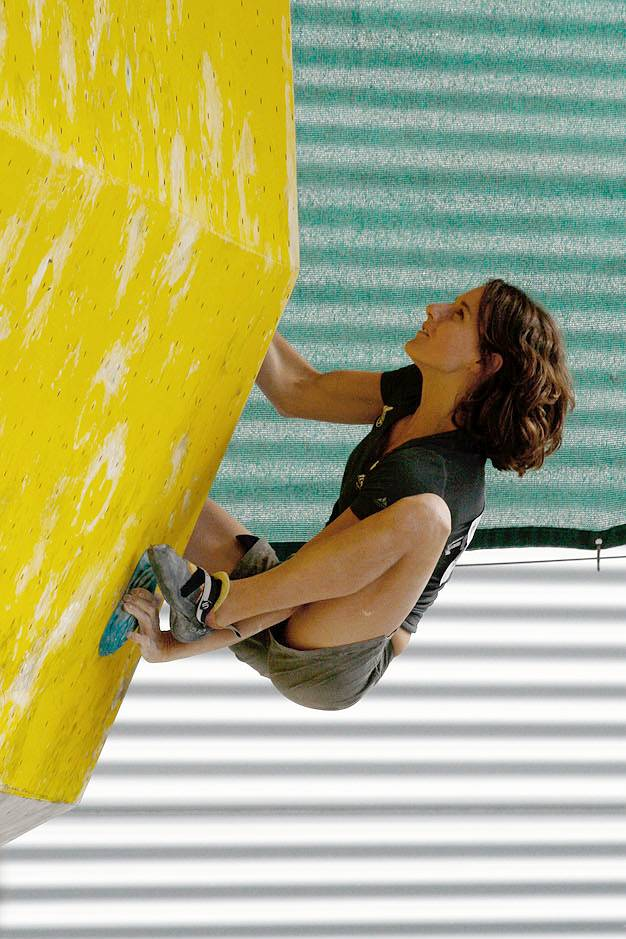
Mélissa Le Nevé durant les qualifications de la coupe du monde 2010 à Vienne

Elle essaie de nombreux sports avant de découvrir l'escalade et de s'y consacrer pleinement à partir de 2006. Originaire de Bordeaux, région de plaine, elle commence la compétition dès le début. Par la suite elle s’investit aussi dans l'escalade en sites naturels en essayant des voies dures ou des blocs durs. Elle aime l'escalade sous toutes ses formes.
Au sein de l'équipe de France, on la surnomme Mémel.
En 2011, elle remporte la médaille de bronze lors de la sixième étape de la Coupe du monde d'escalade de bloc à Eindhoven, remportée par Akiyo Noguchi. Fin juin, elle termine à nouveau 3e de la septième étape à Barcelone. Le 3 juillet, lors de la 8e étape de la Coupe du Monde de bloc 2011 à Sheffield, elle finit seconde de la finale, juste derrière la japonaise Akiyo Noguchi mais devant l'américaine Alex Puccio.
En 2016, elle axe sa saison sur la compétition en s'installant à Fontainebleau où elle peut s'entraîner au Pôle France pour les sportifs de haut niveau et dans la forêt. Tout en donnant le maximum d'elle-même dans sa discipline, elle cherche à conserver un aspect ludique à son activité. Sa constance, tout au long de la saison de Coupe du monde de bloc, lui permet de remporter la médaille de bronze au classement général.
En 2020, elle réalise la célèbre voie sportive Action directe (9a).

## Niveau
- à vue : 8b
- après travail : 9a

## Palmarès
- Vice-championne de France d'escalade de bloc en 2008
- Championne de France d'escalade de bloc en 2010 et 2011
- 11e du classement général de la Coupe du monde d'escalade de bloc 2009
- 12e de la coupe du monde de Barcelone en difficulté
- 4e au TAB 2009
- 4e aux mondiaux de bloc 2012 à Munich en Allemagne